# Portal de Sant Climent Sescebes
El Portal de Sant Climent Sescebes és una obra de Sant Climent Sescebes (Alt Empordà) inclosa a l'Inventari del Patrimoni Arquitectònic de Catalunya.

## Descripció
Situat dins del nucli urbà de la població de Sant Climent, a la banda de tramuntana del nucli antic del municipi, a l'encreuament entre els carrers de Sant Sebastià i Nou.
Es tracta d'un portal de l'antic recinte emmurallat de la població de Sant Climent que donava pas a l'interior de la vila. Està format per dos arcs de mig punt separats pel rastell de la porta. L'arc exterior està bastit amb carreus de pedra desbastats disposats regularment, mentre que l'interior presenta dovelles de granit. En aquesta part interna es conserven les pollegueres de pedra de l'antiga porta. La part superior del rastell ha estat restituïda amb totxos. Damunt dels arcs hi ha restes d'un aparell de pedres de tota mida sense escairar, lligades amb morter.
Cal destacar la casa del número 2 del carrer Sant Sebastià, adossada a llevant del portal. La façana de tramuntana d'aquesta edificació conserva restes del parament de la muralla integrades. El parament està bastit amb pedra de diverses mides sense treballar i còdols de riu, disposats irregularment. Es conserven dues petites espitlleres rectangulars. Al mig de les dues hi ha una finestra rectangular emmarcada en pedra, amb l'ampit motllurat i la llinda plana gravada amb una inscripció i la data 1686, una de les possibles reformes del parament.

## Història
Segons els arxius del COAC, el portal i les restes de la muralla podrien correspondre a un període comprès entre finals del segle xiii i XV, pels paral·lelismes documentats en altres pobles de la comarca. La muralla de Sant Climent és fàcilment localitzable en el seu traçat, encara que només en resta visible un portal i alguns trossos de llenç on es pot apreciar també una espitllera. Sant Climent Sescebes va ser un poble emmurallat, però arran del creixement dels segles XVIII-XIX depassà les muralles i moltes es destruïren.